# شوآزی-لو-روآ
شهر شُوآزی-لو-رُوآ (به فرانسوی: Choisy-le-Roi) در شهرستان ول-دو-مرن در ناحیه ایل-دو-فرانس با جمعیت ۳۶٬۱۹۸ نفر در کشور فرانسه واقع شده‌است